# Quercus lyrata
Quercus lyrata és un tipus de roure que pertany a la secció dels roures blancs, del gènere Quercus. És natiu en les zones humides de terres baixes del sud-est dels Estats Units, des de Delaware fins al sud d'Illinois i més al nord al de Florida i el sud-est de Texas.

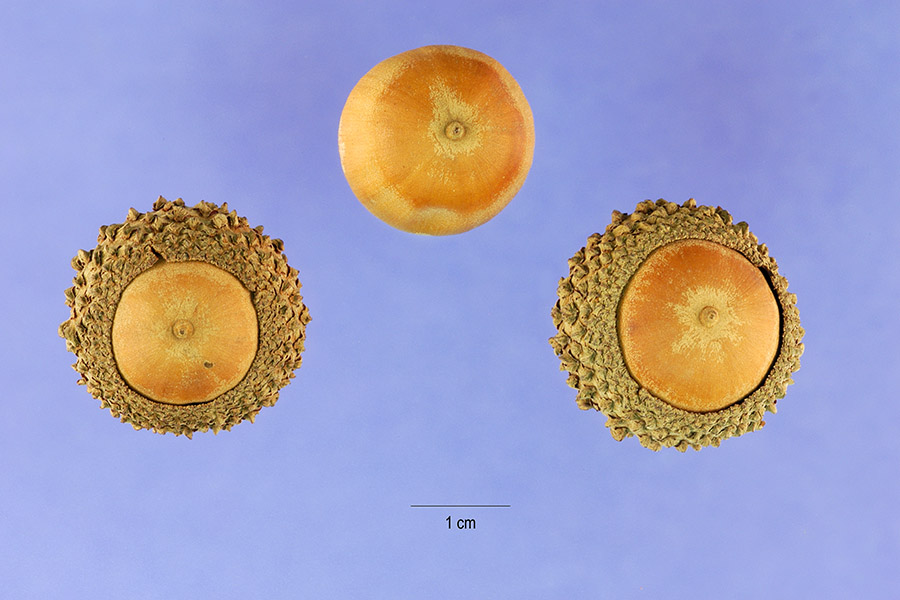
Gla del Quercus lyrata, mostrant la nou coberta per la gran tassa de protecció

## Descripció
És un arbre caducifoli de grandària mitjana, que creix fins als 20 m d'alçada, amb un tronc de fins a 80 cm (rarament 140 cm) de diàmetre. Les fulles fan entre 10 a 16 cm (rarament 20 cm) de llarg i entre 5 a 10 cm d'ample, profundament lobulades, sovint una mica en forma de lira, d'aquí prové el terme (lyrate), de color verd fosc per sobre, més pàl·lid i sovint finament peludes per sota. Les flors són aments, produïdes a la primavera i les glans i amb un període de maduració d'entre 6 a 7 mesos. Les glans fan entre 2,5 a 5 cm de llarg i entre 2 a 4 cm d'ample, en gran part delimitades per la cúpula (tassa de la gla).
El nom comú prové de les glans estan tancats en gran manera a la copa; el nom científic "lyrate" prové de la forma de lira de les fulles.
La fusta és valuosa, similar a la d'altres roures blancs, i utilitzats per a les mateixes finalitats.